# Torneio Pré-Olímpico de Voleibol Masculino de 2020 - África
O Torneio Pré-Olímpico de Voleibol Masculino de 2020, da África, foi a competição qualificatória continental de seleções para a disputa dos Jogos Olímpicos de Verão de 2020, disputado de 7 a 11 de janeiro de 2020em  Cairo,Egito, com a participação de cinco países, ao final uma seleção garantiu a qualificação para a referida olimpíada, e quem obteve tal promoção foi a Tunísia ao derrotar o Egito na final do certame.

## Formato de disputa
Para a classificação dentro do grupo na primeira fase, o placar de 3-0 ou 3-1 garantiu três pontos para a equipe vencedora e nenhum para a equipe derrotada; já o placar de 3-2 garantiu dois pontos para a equipe vencedora e um para a perdedora.
Torneio será disputado em fase única por cinco times, se enfrentam  e o primeiro colocado obtém a qualificação olímpica.

## Local dos jogos
| Todas as partidas                  |
| ---------------------------------- |
| Cairo                              |
| Cairo Stadium Indoor Halls Complex |
| Capacidade: 20 000                 |

## Equipes participantes
- Argélia
- Botsuana[DES]
- Camarões
- Egito
- Gana[DES]
- Nigéria[DES]
- Tunísia

Nota
DES ^  Equipes desistiram da participação  do torneio

## Critérios de desempate
1. Jogos vencidos
2. Match points
3. Aproveitamento de sets
4. Aproveitamento de pontos
5. Resultado do confronto entre as equipes empatadas

Jogos vencidos por 3–0 ou 3–1: 3 pontos para o vencedor, 0 pontos para o perdedor

Jogos vencidos por 3–2: 2 pontos para o vencedor, 1 ponto para o perdedor

## Fase única
|     |          |     | Jogos | Jogos | Jogos | Resultados | Resultados | Resultados | Resultados | Resultados | Resultados | Sets | Sets | Sets  | Pontos | Pontos | Pontos |
| Pos | Equipe   | Pts | T     | V     | D     | 3–0        | 3–1        | 3–2        | 2–3        | 1–3        | 0–3        | V    | P    | R     | V      | P      | R      |
| --- | -------- | --- | ----- | ----- | ----- | ---------- | ---------- | ---------- | ---------- | ---------- | ---------- | ---- | ---- | ----- | ------ | ------ | ------ |
| 1   | Tunísia  | 9   | 3     | 3     | 0     | 2          | 1          | 0          | 0          | 0          | 0          | 9    | 1    | 9,000 | 255    | 208    | 1.226  |
| 2   | Egito    | 6   | 3     | 2     | 1     | 1          | 1          | 0          | 0          | 0          | 1          | 6    | 4    | 1.500 | 235    | 211    | 1.114  |
| 3   | Argélia  | 3   | 3     | 1     | 2     | 1          | 0          | 0          | 0          | 2          | 0          | 5    | 6    | 0.833 | 241    | 246    | 0.980  |
| 4   | Camarões | 0   | 3     | 0     | 3     | 0          | 0          | 0          | 0          | 0          | 3          | 0    | 9    | 0,000 | 159    | 225    | 0.707  |

Resultados
| Data   | Hora  |            | Placar |            | Set 1 | Set 2 | Set 3 | Set 4 | Set 5 | Total  | Relatório |
| ------ | ----- | ---------- | ------ | ---------- | ----- | ----- | ----- | ----- | ----- | ------ | --------- |
| 7 Jan  | 20:00 | 'Egito '   | 3–1    | Argélia    | 25–18 | 25–17 | 21–25 | 25–20 |       | 96–80  | 96–80     |
| 8 Jan  | 20:00 | Camarões   | 0–3    | ' Tunísia' | 20–25 | 20–25 | 18–25 |       |       | 58–75  | 58–75     |
| 9 Jan  | 17:00 | Camarões   | 0–3    | ' Argélia' | 16–25 | 16–25 | 17–25 |       |       | 49–75  | 49–75     |
| 9 Jan  | 20:00 | Egito      | 0–3    | ' Tunísia' | 27–29 | 14–25 | 23–25 |       |       | 64–79  | 64–79     |
| 10 Jan | 20:00 | 'Tunísia ' | 3–1    | Argélia    | 25–17 | 25–23 | 26–28 | 25–18 |       | 101–86 | 101–86    |
| 11 Jan | 20:00 | Camarões   | 0–3    | ' Egito'   | 16–25 | 18–25 | 18–25 |       |       | 52–75  | 52–75     |

### Classificação final
| Posição | Equipe   |
| ------- | -------- |
| 1       | Tunísia  |
| 2       | Egito    |
| 3       | Argélia  |
| 4       | Camarões |